# Casse-noisette (court métrage)
Pour les articles homonymes, voir Casse-noisette (homonymie).
Pour plus de détails, voir Fiche technique et Distribution.
Casse-noisette est un court métrage d'animation américain réalisé par Walt Disney Productions comme une séquence de Fantasia (1940) basée sur le ballet Casse-noisette de Piotr Ilitch Tchaïkovski. Il s'agit d'une adaptation du conte allemand Casse-Noisette et le Roi des souris d'Ernst Theodor Amadeus Hoffmann, publié en 1816.

## Synopsis
Après une vue rapprochée de Stokowski s'estompant dans le noir, un cercle mouvant de lucioles aux couleurs différentes apparait dans un sous-bois. Les lucioles sont des fées réveillant les fleurs une par une tout entier, donnant coup de baguette et poussières de fées les uns après les autres de la couleur à la nature comme des gouttes de rosées un matin de printemps.
Après la vision d'une toile d'araignée, la scène se concentre sur un groupe de champignons anthropomorphes qui illustre des instruments aigus et évoquent des asiatiques avec leurs grands couvre-chefs rouges, les deux traits formant des yeux plissés, leurs pieds faisant comme une robe longue cachant les jambes et dont les deux manches sont jointes devant le corps. Le plus petit champignon, plus clair semble découvrir la danse faite par ses aînés et ajoute un élément comique.
Ensuite des gouttes forment des cercles sur une surface aquatique, des pétales de fleurs de différentes couleurs viennent se déposer sur l'eau puis entame un ballet comme des danseuses en robes, la première danseuse est en blanc, les autres en rouges, rose, orange et bleus. Leurs pointes les amènent à tomber dans une chute. Sous l'eau un poisson se cache tandis que d'autres fuient à l'arrivée de la caméra. Les poissons rouges, comme des jeunes filles, ont longues nageoires caudales transparentes dansent derrière des coraux puis utilisent leurs queues comme voiles dans une atmosphère arabisante. Un groupe se forme et laisse sortir un poisson presque blanc mais plus lumineux, à l'image d'une première favorite. Une bulle fait remonter le spectateur sur terre et des rangées de chardon évoquent les danseurs masculins d'une danse cosaque tandis que des orchidées sont les pendants féminins.
Au milieu de la foret, sur des feuilles des fées se réveillent puis volent dans les arbres et le lierre le peignant en orange, ocre et brun. Les feuilles tombent alors emporté par le vent et le rythme de la musique rejoint par les doux chatons et les pollens comme des danseuses en robe.
Les fées du givre apparaissent et déposent de la glace partout, patinant sur l'eau gelée suivis par la neige et ses flocons. La vue rapprochée de Stokowski ramène alors le spectateur au théâtre.

## Fiche technique
- Titre original : Nutcracker Suite
- Titre français : Casse-noisette
- Réalisateur : Samuel Armstrong
- Scénario : Sylvia Moberly-Holland, Norman Wright, Albert Heath, Bianca Majolie et Graham Heid
- Conception graphique:
  - Direction artistique : Robert Cormack, Al Zinnen, Curtiss D. Perkins, Arthur Byram et Bruce Bushman
  - Conception des personnages : John Walbridge, Elmer Plummer et Ethel Kulsar
- Animateurs : Art Babbitt, Les Clark, Don Lusk, Cy Young et Robert Stokes
- Décors : John Hench, Ethel Kulsar et Nino Carbe
- Producteur : Walt Disney
- Production : Walt Disney Pictures
- Distributeur : Buena Vista Pictures
- Format d'image : Couleur (Technicolor)
- Son : Mono
- Langue : (en)
- Pays :  États-Unis
- Dates de sortie : 
  - États-Unis : 13 novembre 1940
  - France : 1er novembre 1946

## Commentaires

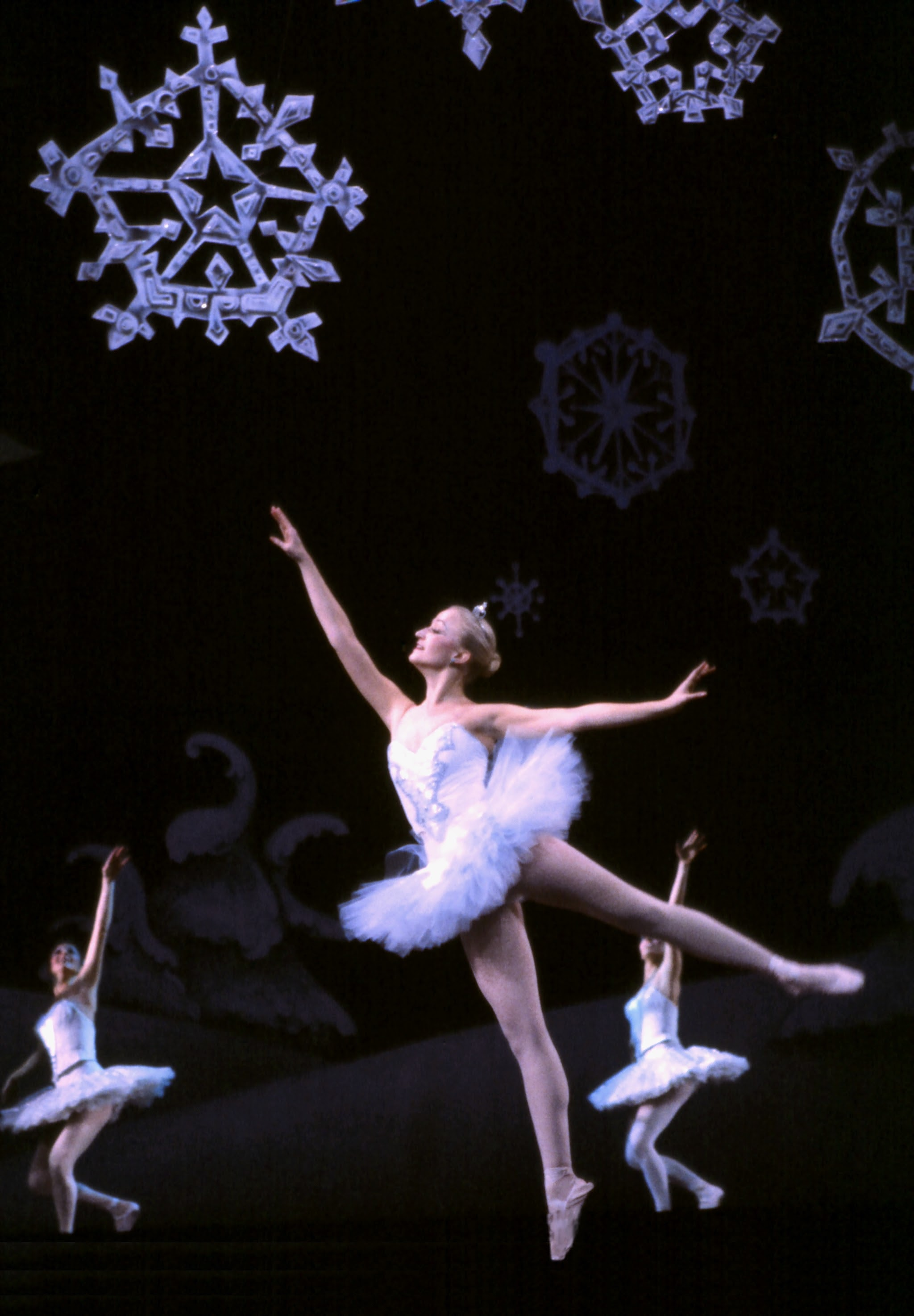
Une représentation du ballet Casse-noisette (1981).

Cette séquence avait été à l'origine proposée en 1935 comme une Silly Symphony baptisée Ballet des fleurs/Flower Ballet,. Grant rappelle que la séquence est découpée en six sections chacune illustrant l'une des danses du ballet Casse-noisette de Piotr Ilitch Tchaïkovski
- La Danse de la fée Dragée où les « fées gouttelettes » (nommées Dewdrop Fairies) déposent dans les sous-bois la rosée printanière qui réveille les fleurs et la nature tout entière[3]. La douceur et la luminosité des personnages sont dues à l'utilisation d'aérographe et d'une peinture transparente spéciale[4].
- La Danse chinoise : un groupe de « Danseurs Champignons » évoquant des ouvriers rizicoles chinois qui dansent. Cette idée est attribuée à John Walbridge[5]. Un champignon plus petit que les autres, nommé officiellement Hop Low mais surnommé le « Simplet de Fantasia » par un critique, n'arrive pas à entrer dans la ronde[6]. Art Babbitt, principal animateur de la séquence, s'est inspiré d'un saut et des mouvements en découlant dans une scène d'un film du trio Three Stooges (Moe Howard, Curly Howard et Larry Fine) pour les mouvements très particuliers des champignons et qui renforce la « sincérité de la gravité »[6].
- La Danse des mirlitons : les ballerines du « Ballet des fleurs » tombent sur la surface d'un cours d'eau et effectuent un ballet qui s'achève avec une cascade[6].
- La Danse arabe : dans une atmosphère sous-marine exotique une troupe - un harem - de poissons rouges, timides mais aux nageoires longues et diaphanes effectuent une lente danse moyen-orientale[6]. Ces poissons utilisent le stéréotype du personnage de Cléo, le poisson rouge de Geppetto, créé pour Pinocchio[7]
- La Danse russe : Des chardons en cosaques (les Thisle Boys) et des orchidées en paysannes évoquent une danse russe (Orchid Girls)[6].
- La Valse des fleurs: Les « fées de l'automne » (nommées Autumn Fairies) font tomber les feuilles[6] et les graines laineuses des asclépiades qui forment le Milkweed Ballet, puis qui dansent jusqu'à l'hiver[8]. Les « fées du givre » (nommées Frost Fairies), suivies par les « fées flocons de neiges » (nommées Snowflake Fairies) qui apportent lesdits flocons et déposent neige et glace. Les effets de cette partie ont été obtenus grâce à l'utilisation de la caméra multiplane[4].

Les fées de cette séquence, ressemblant à des libellules, sont des créations de la directrice artistique, anglaise d'origine, Sylvia Holland.